# كأس إيطاليا 1997–98
كأس إيطاليا 1997–98 (بالإيطالية: Coppa Italia 1997-1998)‏ هو الموسم 51 من كأس إيطاليا. أشرف على تنظيمه اتحاد إيطاليا لكرة القدم، وكان عدد الأندية المشاركة فيه 48، وفاز فيه نادي لاتسيو.